# Tirreno-Adriatico 2014
La 49e édition de Tirreno-Adriatico a eu lieu du 12 au 18 mars 2014. Il s'agit de la 3e épreuve de l'UCI World Tour 2014.
L'épreuve a été remportée par l'Espagnol Alberto Contador (Tinkoff-Saxo), vainqueur de la quatrième et cinquième étape. Il s'impose respectivement de 2 min 5 s devant le Colombien Nairo Quintana (Movistar) et de 2 min 14 s sur son coéquipier le Tchèque Roman Kreuziger.
Quintana termine meilleur jeune de l'épreuve tandis que l'Italien Marco Canola (Bardiani CSF) finit meilleur grimpeur. Le Slovaque Peter Sagan (Cannondale), vainqueur de la troisième étape, gagne le classement par points alors que la formation française AG2R La Mondiale remporte le classement par équipes avec notamment trois coureurs dans les douze premiers du classement général.

## Présentation

### Parcours
Tirreno-Adriatico démarre par un contre-la-montre par équipes lors de la première étape de 16,9 km, sur le parcours inverse de l'édition 2013. S'ensuit une étape vallonnée dans sa première moitié, puis une étape de plaine. La quatrième étape étape est longue de 237 km et difficile, avec notamment une arrivée au sommet de la longue et régulière ascension de Selva Rotonda. Le lendemain, les coureurs enchaînent le Passo Lanciana et une bosse finale, avec notamment les 600 derniers mètres à 30 %. Après une étape de plaine, l'épreuve se termine par un contre-la-montre de 9,3 km, similaire à celui des trois dernières années,.

### Équipes
L'organisateur RCS Sport a communiqué la liste des équipes invitées le 16 janvier 2014. 22 équipes participent à ce Tirreno-Adriatico - 18 ProTeams et 4 équipes continentales professionnelles :
| Nom de l'équipe         | Pays        | Code |
| ----------------------- | ----------- | ---- |
| AG2R La Mondiale        | France      | ALM  |
| Astana                  | Kazakhstan  | AST  |
| Belkin                  | Pays-Bas    | BEL  |
| BMC Racing              | États-Unis  | BMC  |
| Cannondale              | Italie      | CAN  |
| Europcar                | France      | EUC  |
| FDJ.fr                  | France      | FDJ  |
| Garmin-Sharp            | États-Unis  | GRS  |
| Giant-Shimano           | Pays-Bas    | GIA  |
| Katusha                 | Russie      | KAT  |
| Lampre-Merida           | Italie      | LAM  |
| Lotto-Belisol           | Belgique    | LTB  |
| Movistar                | Espagne     | MOV  |
| Omega Pharma-Quick Step | Belgique    | OPQ  |
| Orica-GreenEDGE         | Australie   | OGE  |
| Sky                     | Royaume-Uni | SKY  |
| Tinkoff-Saxo            | Russie      | TCS  |
| Trek Factory Racing     | États-Unis  | TFR  |

| Nom de l'équipe | Pays           | Code |
| --------------- | -------------- | ---- |
| Bardiani CSF    | Italie         | BAR  |
| IAM             | Suisse         | IAM  |
| MTN-Qhubeka     | Afrique du Sud | MTN  |
| NetApp-Endura   | Allemagne      | TNE  |

## Étapes
| Étape     | Date    | Villes étapes                                       |  | Distance (km) | Vainqueur d’étape       | Leader du classement général |
| --------- | ------- | --------------------------------------------------- |  | ------------- | ----------------------- | ---------------------------- |
| 1re étape | 12 mars | Donoratico - San Vincenzo                           |  | 18,5          | Omega Pharma-Quick Step | Mark Cavendish               |
| 2e étape  | 13 mars | San Vincenzo - Cascina                              |  | 166           | Matteo Pelucchi         | Mark Cavendish               |
| 3e étape  | 14 mars | Cascina - Arezzo                                    |  | 212           | Peter Sagan             | Michał Kwiatkowski           |
| 4e étape  | 15 mars | Indicatore (Arezzo) - Cittareale (Selva Rotonda)    |  | 244           | Alberto Contador        | Michał Kwiatkowski           |
| 5e étape  | 16 mars | Amatrice - Guardiagrele                             |  | 192           | Alberto Contador        | Alberto Contador             |
| 6e étape  | 17 mars | Bucchianico - Porto Sant'Elpidio                    |  | 193           | Mark Cavendish          | Alberto Contador             |
| 7e étape  | 18 mars | San Benedetto del Tronto - San Benedetto del Tronto |  | 9,1           | Adriano Malori          | Alberto Contador             |

## Déroulement de la course

### 1reétape
|    | Équipe                  | Pays        |    | Temps       |
| -- | ----------------------- | ----------- | -- | ----------- |
| 1  | Omega Pharma-Quick Step | Belgique    | en | 20 min 13 s |
| 2  | Orica-GreenEDGE         | Australie   | +  | 11 s        |
| 3  | Movistar                | Espagne     |    | 18 s        |
| 4  | Tinkoff-Saxo            | Russie      |    | 24 s        |
| 5  | Cannondale              | Italie      |    | 26 s        |
| 6  | Sky                     | Royaume-Uni |    | 27 s        |
| 7  | Lotto-Belisol           | Belgique    |    | 28 s        |
| 8  | Trek Factory Racing     | États-Unis  |    | 36 s        |
| 9  | Belkin                  | Pays-Bas    |    | 37 s        |
| 10 | FDJ.fr                  | France      |    | 43 s        |

|    | Coureur             | Équipe                  |    | Temps       |
| -- | ------------------- | ----------------------- | -- | ----------- |
| 1  | Mark Cavendish      | Omega Pharma-Quick Step | en | 20 min 13 s |
| 2  | Michał Kwiatkowski  | Omega Pharma-Quick Step | +  | 0 s         |
| 3  | Rigoberto Urán      | Omega Pharma-Quick Step |    | 0 s         |
| 4  | Mark Renshaw        | Omega Pharma-Quick Step |    | 0 s         |
| 5  | Wout Poels          | Omega Pharma-Quick Step |    | 0 s         |
| 6  | Alessandro Petacchi | Omega Pharma-Quick Step |    | 2 s         |
| 7  | Tony Martin         | Omega Pharma-Quick Step |    | 3 s         |
| 8  | Daryl Impey         | Orica-GreenEDGE         |    | 11 s        |
| 9  | Simon Clarke        | Orica-GreenEDGE         |    | 11 s        |
| 10 | Luke Durbridge      | Orica-GreenEDGE         |    | 11 s        |

### 2eétape
|    | Coureur           | Équipe           |    | Temps           |
| -- | ----------------- | ---------------- | -- | --------------- |
| 1  | Matteo Pelucchi   | IAM              | en | 3 h 56 min 12 s |
| 2  | Arnaud Démare     | FDJ.fr           | +  | m.t             |
| 3  | André Greipel     | Lotto-Belisol    |    | m.t             |
| 4  | Sam Bennett       | NetApp-Endura    |    | m.t             |
| 5  | Peter Sagan       | Cannondale       |    | m.t             |
| 6  | Davide Appollonio | AG2R La Mondiale |    | m.t             |
| 7  | Filippo Fortin    | Bardiani CSF     |    | m.t             |
| 8  | Sacha Modolo      | Lampre-Merida    |    | m.t             |
| 9  | Tony Hurel        | Europcar         |    | m.t             |
| 10 | Kristian Sbaragli | MTN-Qhubeka      |    | m.t             |

|    | Coureur             | Équipe                  |    | Temps           |
| -- | ------------------- | ----------------------- | -- | --------------- |
| 1  | Mark Cavendish      | Omega Pharma-Quick Step | en | 4 h 16 min 25 s |
| 2  | Michał Kwiatkowski  | Omega Pharma-Quick Step | +  | 0 s             |
| 3  | Rigoberto Urán      | Omega Pharma-Quick Step |    | 0 s             |
| 4  | Mark Renshaw        | Omega Pharma-Quick Step |    | 0 s             |
| 5  | Alessandro Petacchi | Omega Pharma-Quick Step |    | 2 s             |
| 6  | Tony Martin         | Omega Pharma-Quick Step |    | 3 s             |
| 7  | Simon Clarke        | Orica-GreenEDGE         |    | 11 s            |
| 8  | Daryl Impey         | Orica-GreenEDGE         |    | 11 s            |
| 9  | Svein Tuft          | Orica-GreenEDGE         |    | 11 s            |
| 10 | Ivan Santaromita    | Orica-GreenEDGE         |    | 11 s            |

### 3eétape
|    | Coureur            | Équipe                  |    | Temps           |
| -- | ------------------ | ----------------------- | -- | --------------- |
| 1  | Peter Sagan        | Cannondale              | en | 5 h 10 min 16 s |
| 2  | Michał Kwiatkowski | Omega Pharma-Quick Step | +  | 0 s             |
| 3  | Simon Clarke       | Orica-GreenEDGE         |    | 0 s             |
| 4  | Philippe Gilbert   | BMC Racing              |    | 0 s             |
| 5  | Daryl Impey        | Orica-GreenEDGE         |    | 0 s             |
| 6  | Daniele Bennati    | Tinkoff-Saxo            |    | 0 s             |
| 7  | André Greipel      | Lotto-Belisol           |    | 0 s             |
| 8  | Simon Geschke      | Giant-Shimano           |    | 0 s             |
| 9  | Rinaldo Nocentini  | AG2R La Mondiale        |    | 4 s             |
| 10 | Lloyd Mondory      | AG2R La Mondiale        |    | 4 s             |

|    | Coureur            | Équipe                  |    | Temps           |
| -- | ------------------ | ----------------------- | -- | --------------- |
| 1  | Michał Kwiatkowski | Omega Pharma-Quick Step | en | 9 h 26 min 36 s |
| 2  | Rigoberto Urán     | Omega Pharma-Quick Step | +  | 10 s            |
| 3  | Simon Clarke       | Orica-GreenEDGE         |    | 13 s            |
| 4  | Tony Martin        | Omega Pharma-Quick Step |    | 15 s            |
| 5  | Daryl Impey        | Orica-GreenEDGE         |    | 17 s            |
| 6  | Peter Sagan        | Cannondale              |    | 22 s            |
| 7  | André Greipel      | Lotto-Belisol           |    | 30 s            |
| 8  | Daniele Bennati    | Tinkoff-Saxo            |    | 30 s            |
| 9  | Luke Durbridge     | Orica-GreenEDGE         |    | 31 s            |
| 10 | Cameron Meyer      | Orica-GreenEDGE         |    | 31 s            |

### 4eétape
|    | Coureur            | Équipe                  |    | Temps           |
| -- | ------------------ | ----------------------- | -- | --------------- |
| 1  | Alberto Contador   | Tinkoff-Saxo            | en | 6 h 39 min 56 s |
| 2  | Nairo Quintana     | Movistar                | +  | 1 s             |
| 3  | Daniel Moreno      | Katusha                 |    | 5 s             |
| 4  | Roman Kreuziger    | Tinkoff-Saxo            |    | 5 s             |
| 5  | Richie Porte       | Sky                     |    | 5 s             |
| 6  | Michele Scarponi   | Astana                  |    | 8 s             |
| 7  | Michał Kwiatkowski | Omega Pharma-Quick Step |    | 10 s            |
| 8  | Robert Kišerlovski | Trek Factory Racing     |    | 11 s            |
| 9  | Christopher Horner | Lampre-Merida           |    | 11 s            |
| 10 | Giampaolo Caruso   | Katusha                 |    | 17 s            |

|    | Coureur            | Équipe                  |    | Temps            |
| -- | ------------------ | ----------------------- | -- | ---------------- |
| 1  | Michał Kwiatkowski | Omega Pharma-Quick Step | en | 16 h 06 min 42 s |
| 2  | Alberto Contador   | Tinkoff-Saxo            | +  | 16 s             |
| 3  | Nairo Quintana     | Movistar                |    | 23 s             |
| 4  | Richie Porte       | Sky                     |    | 34 s             |
| 5  | Rigoberto Urán     | Omega Pharma-Quick Step |    | 38 s             |
| 6  | Roman Kreuziger    | Tinkoff-Saxo            |    | 39 s             |
| 7  | Robert Kišerlovski | Trek Factory Racing     |    | 49 s             |
| 8  | Moreno Moser       | Cannondale              |    | 1 min 01 s       |
| 9  | Mikel Nieve        | Sky                     |    | 1 min 02 s       |
| 10 | Julián Arredondo   | Trek Factory Racing     |    | 1 min 03 s       |

### 5eétape
|    | Coureur                | Équipe              |    | Temps           |
| -- | ---------------------- | ------------------- | -- | --------------- |
| 1  | Alberto Contador       | Tinkoff-Saxo        | en | 4 h 54 min 42 s |
| 2  | Simon Geschke          | Giant-Shimano       | +  | 6 s             |
| 3  | Benjamin King          | Garmin-Sharp        |    | 46 s            |
| 4  | Adam Hansen            | Lotto-Belisol       |    | 1 min 01 s      |
| 5  | Jean-Christophe Péraud | AG2R La Mondiale    |    | 1 min 26 s      |
| 6  | Giampaolo Caruso       | Katusha             |    | 1 min 39 s      |
| 7  | Roman Kreuziger        | Tinkoff-Saxo        |    | 1 min 42 s      |
| 8  | Domenico Pozzovivo     | AG2R La Mondiale    |    | 1 min 42 s      |
| 9  | Julián Arredondo       | Trek Factory Racing |    | 1 min 42 s      |
| 10 | Rinaldo Nocentini      | AG2R La Mondiale    |    | 1 min 42 s      |

|    | Coureur                | Équipe              |    | Temps            |
| -- | ---------------------- | ------------------- | -- | ---------------- |
| 1  | Alberto Contador       | Tinkoff-Saxo        | en | 21 h 01 min 30 s |
| 2  | Nairo Quintana         | Movistar            | +  | 2 min 08 s       |
| 3  | Roman Kreuziger        | Tinkoff-Saxo        |    | 2 min 15 s       |
| 4  | Julián Arredondo       | Trek Factory Racing |    | 2 min 39 s       |
| 5  | Jean-Christophe Péraud | AG2R La Mondiale    |    | 2 min 40 s       |
| 6  | Mikel Nieve            | Sky                 |    | 2 min 50 s       |
| 7  | Daniel Moreno          | Katusha             |    | 2 min 51 s       |
| 8  | Domenico Pozzovivo     | AG2R La Mondiale    |    | 2 min 56 s       |
| 9  | Giampaolo Caruso       | Katusha             |    | 2 min 58 s       |
| 10 | Robert Kišerlovski     | Trek Factory Racing |    | 3 min 06 s       |

### 6eétape
|    | Coureur             | Équipe                  |    | Temps           |
| -- | ------------------- | ----------------------- | -- | --------------- |
| 1  | Mark Cavendish      | Omega Pharma-Quick Step | en | 4 h 16 min 15 s |
| 2  | Alessandro Petacchi | Omega Pharma-Quick Step | +  | m.t             |
| 3  | Peter Sagan         | Cannondale              |    | m.t             |
| 4  | Arnaud Démare       | FDJ.fr                  |    | m.t             |
| 5  | Tony Hurel          | Europcar                |    | m.t             |
| 6  | Robert Wagner       | Belkin                  |    | m.t             |
| 7  | Kristian Sbaragli   | MTN-Qhubeka             |    | m.t             |
| 8  | Bartosz Huzarski    | NetApp-Endura           |    | m.t             |
| 9  | Mark Renshaw        | Omega Pharma-Quick Step |    | m.t             |
| 10 | Davide Appollonio   | AG2R La Mondiale        |    | m.t             |

|    | Coureur                | Équipe              |    | Temps            |
| -- | ---------------------- | ------------------- | -- | ---------------- |
| 1  | Alberto Contador       | Tinkoff-Saxo        | en | 25 h 17 min 51 s |
| 2  | Nairo Quintana         | Movistar            | +  | 2 min 08 s       |
| 3  | Roman Kreuziger        | Tinkoff-Saxo        |    | 2 min 15 s       |
| 4  | Julián Arredondo       | Trek Factory Racing |    | 2 min 39 s       |
| 5  | Jean-Christophe Péraud | AG2R La Mondiale    |    | 2 min 40 s       |
| 6  | Mikel Nieve            | Sky                 |    | 2 min 50 s       |
| 7  | Daniel Moreno          | Katusha             |    | 2 min 51 s       |
| 8  | Domenico Pozzovivo     | AG2R La Mondiale    |    | 2 min 56 s       |
| 9  | Giampaolo Caruso       | Katusha             |    | 2 min 58 s       |
| 10 | Robert Kišerlovski     | Trek Factory Racing |    | 3 min 06 s       |

### 7eétape
|    | Coureur            | Équipe                  |    | Temps       |
| -- | ------------------ | ----------------------- | -- | ----------- |
| 1  | Adriano Malori     | Movistar                | en | 10 min 13 s |
| 2  | Fabian Cancellara  | Trek Factory Racing     | +  | 6 s         |
| 3  | Bradley Wiggins    | Sky                     |    | 11 s        |
| 4  | Tony Martin        | Omega Pharma-Quick Step |    | 15 s        |
| 5  | Tom Dumoulin       | Giant-Shimano           |    | 19 s        |
| 6  | Alex Dowsett       | Movistar                |    | 20 s        |
| 7  | Michał Kwiatkowski | Omega Pharma-Quick Step |    | 22 s        |
| 8  | Manuel Quinziato   | BMC Racing              |    | 23 s        |
| 9  | Stijn Devolder     | Trek Factory Racing     |    | 24 s        |
| 10 | Luke Durbridge     | Orica-GreenEDGE         |    | 26 s        |

|    | Coureur                | Équipe              |    | Temps            |
| -- | ---------------------- | ------------------- | -- | ---------------- |
| 1  | Alberto Contador       | Tinkoff-Saxo        | en | 25 h 28 min 45 s |
| 2  | Nairo Quintana         | Movistar            | +  | 2 min 05 s       |
| 3  | Roman Kreuziger        | Tinkoff-Saxo        |    | 2 min 14 s       |
| 4  | Jean-Christophe Péraud | AG2R La Mondiale    |    | 2 min 39 s       |
| 5  | Julián Arredondo       | Trek Factory Racing |    | 2 min 54 s       |
| 6  | Domenico Pozzovivo     | AG2R La Mondiale    |    | 3 min 04 s       |
| 7  | Robert Kišerlovski     | Trek Factory Racing |    | 3 min 09 s       |
| 8  | Daniel Moreno          | Katusha             |    | 3 min 16 s       |
| 9  | Michele Scarponi       | Astana              |    | 3 min 16 s       |
| 10 | Mikel Nieve            | Sky                 |    | 3 min 19 s       |

## Classements finals

### Classement général
|    | Cycliste               | Pays     | Équipe              |    | Temps            |
| -- | ---------------------- | -------- | ------------------- | -- | ---------------- |
| 1  | Alberto Contador       | Espagne  | Tinkoff-Saxo        | en | 25 h 28 min 45 s |
| 2  | Nairo Quintana         | Colombie | Movistar            | +  | 2 min 05 s       |
| 3  | Roman Kreuziger        | Tchéquie | Tinkoff-Saxo        |    | 2 min 14 s       |
| 4  | Jean-Christophe Péraud | France   | AG2R La Mondiale    |    | 2 min 39 s       |
| 5  | Julián Arredondo       | Colombie | Trek Factory Racing |    | 2 min 54 s       |
| 6  | Domenico Pozzovivo     | Italie   | AG2R La Mondiale    |    | 3 min 04 s       |
| 7  | Robert Kišerlovski     | Croatie  | Trek Factory Racing |    | 3 min 09 s       |
| 8  | Daniel Moreno          | Espagne  | Katusha             |    | 3 min 16 s       |
| 9  | Michele Scarponi       | Italie   | Astana              |    | 3 min 16 s       |
| 10 | Mikel Nieve            | Espagne  | Sky                 |    | 3 min 19 s       |

### Classements annexes
|   | Cycliste         | Équipe       | Points |
| - | ---------------- | ------------ | ------ |
| 1 | Peter Sagan      | Cannondale   | 26     |
| 2 | Alberto Contador | Tinkoff-Saxo | 24     |
| 3 | Matthias Brändle | IAM          | 20     |

|   | Cycliste         | Équipe       | Points |
| - | ---------------- | ------------ | ------ |
| 1 | Marco Canola     | Bardiani CSF | 25     |
| 2 | Alberto Contador | Tinkoff-Saxo | 11     |
| 3 | Peter Kennaugh   | Sky          | 10     |

|   | Cycliste           | Équipe                  |    | Temps            |
| - | ------------------ | ----------------------- | -- | ---------------- |
| 1 | Nairo Quintana     | Movistar                | en | 25 h 30 min 50 s |
| 2 | Diego Ulissi       | Lampre-Merida           | +  | 1 min 27 s       |
| 3 | Michał Kwiatkowski | Omega Pharma-Quick Step |    | 3 min 33 s       |

|   | Équipe              | Pays       |    | Temps            |
| - | ------------------- | ---------- | -- | ---------------- |
| 1 | AG2R La Mondiale    | France     | en | 75 h 19 mis 50 s |
| 2 | Lampre-Merida       | Italie     | +  | 5 min 19 s       |
| 3 | Trek Factory Racing | États-Unis |    | 8 min 53 s       |

### UCI World Tour
Ce Tirreno-Adriatico attribue des points pour l'UCI World Tour 2014, seulement aux coureurs des équipes ayant un label ProTeam.
| Position           | 1er | 2e | 3e | 4e | 5e | 6e | 7e | 8e | 9e | 10e |
| Classement général | 100 | 80 | 70 | 60 | 50 | 40 | 30 | 20 | 10 | 4   |
| Par étape          | 6   | 4  | 2  | 1  | 1  |    |    |    |    |     |

| #  | Coureur                | Équipe              | Points |
| -- | ---------------------- | ------------------- | ------ |
| 1  | Alberto Contador       | Tinkoff-Saxo        | 112    |
| 2  | Nairo Quintana         | Movistar            | 84     |
| 3  | Roman Kreuziger        | Tinkoff-Saxo        | 71     |
| 4  | Jean-Christophe Péraud | AG2R La Mondiale    | 61     |
| 5  | Julián Arredondo       | Trek Factory Racing | 50     |
| 6  | Domenico Pozzovivo     | AG2R La Mondiale    | 40     |
| 7  | Robert Kišerlovski     | Trek Factory Racing | 30     |
| 8  | Daniel Moreno          | Katusha             | 22     |
| 9  | Michele Scarponi       | Astana              | 10     |
| 10 | Peter Sagan            | Cannondale          | 9      |

| Suite du classement (11-23) | Suite du classement (11-23) | Suite du classement (11-23) | Suite du classement (11-23) |
| --------------------------- | --------------------------- | --------------------------- | --------------------------- |
| #                           | Coureur                     | Équipe                      | Points                      |
| 11                          | Mark Cavendish              | Omega Pharma-Quick Step     | 6                           |
| 11                          | Adriano Malori              | Movistar                    | 6                           |
| 13                          | Arnaud Démare               | FDJ.fr                      | 5                           |
| 14                          | Fabian Cancellara           | Trek Factory Racing         | 4                           |
| 14                          | Simon Geschke               | Giant-Shimano               | 4                           |
| 14                          | Michał Kwiatkowski          | Omega Pharma-Quick Step     | 4                           |
| 14                          | Mikel Nieve                 | Sky                         | 4                           |
| 14                          | Alessandro Petacchi         | Omega Pharma-Quick Step     | 4                           |
| 19                          | Simon Clarke                | Orica-GreenEDGE             | 2                           |
| 19                          | André Greipel               | Lotto-Belisol               | 2                           |
| 19                          | Benjamin King               | Garmin-Sharp                | 2                           |
| 19                          | Bradley Wiggins             | Sky                         | 2                           |
| 23                          | Tom Dumoulin                | Giant-Shimano               | 1                           |
| 23                          | Philippe Gilbert            | BMC Racing                  | 1                           |
| 23                          | Adam Hansen                 | Lotto-Belisol               | 1                           |
| 23                          | Tony Hurel                  | Europcar                    | 1                           |
| 23                          | Daryl Impey                 | Orica-GreenEDGE             | 1                           |
| 23                          | Tony Martin                 | Omega Pharma-Quick Step     | 1                           |
| 23                          | Richie Porte                | Sky                         | 1                           |

## Évolution des classements
| Étape              | Vainqueur               | Classement général | Classement par points | Classement de la montagne | Classement du meilleur jeune | Classement par équipes  |
| ------------------ | ----------------------- | ------------------ | --------------------- | ------------------------- | ---------------------------- | ----------------------- |
| 1                  | Omega Pharma-Quick Step | Mark Cavendish     | Non décerné           | Non décerné               | Michał Kwiatkowski           | Omega Pharma-Quick Step |
| 2                  | Matteo Pelucchi         | Mark Cavendish     | Matteo Pelucchi       | Marco Canola              | Michał Kwiatkowski           | Omega Pharma-Quick Step |
| 3                  | Peter Sagan             | Michał Kwiatkowski | Peter Sagan           | Marco Canola              | Michał Kwiatkowski           | Omega Pharma-Quick Step |
| 4                  | Alberto Contador        | Michał Kwiatkowski | Peter Sagan           | Marco Canola              | Michał Kwiatkowski           | AG2R La Mondiale        |
| 5                  | Alberto Contador        | Alberto Contador   | Alberto Contador      | Marco Canola              | Nairo Quintana               | AG2R La Mondiale        |
| 6                  | Mark Cavendish          | Alberto Contador   | Peter Sagan           | Marco Canola              | Nairo Quintana               | AG2R La Mondiale        |
| 7                  | Adriano Malori          | Alberto Contador   | Peter Sagan           | Marco Canola              | Nairo Quintana               | AG2R La Mondiale        |
| Classements finals | Classements finals      | Alberto Contador   | Peter Sagan           | Marco Canola              | Nairo Quintana               | AG2R La Mondiale        |

## Liste des participants
- Liste de départ complète

| Légende | Légende                                                                                                  | Légende | Légende                                                                                         |
| ------- | --- | ------- | ----------------------------------------------------------------------------------------------- |
| Num     | Dossard de départ porté par le coureur sur ce Tirreno-Adriatico                                          | Pos     | Position finale au classement général                                                           |
|         | Indique le vainqueur du classement général                                                               |         | Indique le vainqueur du classement de la montagne                                               |
|         | Indique le vainqueur du classement des sprints                                                           |         | Indique le vainqueur du classement du meilleur jeune                                            |
|         | Indique un maillot de champion national ou mondial, suivi de sa spécialité                               | #       | Indique la meilleure équipe                                                                     |
| NP      | Indique un coureur qui n'a pas pris le départ d'une étape, suivi du numéro de l'étape où il s'est retiré | AB      | Indique un coureur qui n'a pas terminé une étape, suivi du numéro de l'étape où il s'est retiré |
| HD      | Indique un coureur qui a terminé une étape hors des délais, suivi du numéro de l'étape                   | *       | Indique un coureur en lice pour le maillot blanc (coureurs nés après le 1er janvier 1989)       |

| AG2R La Mondiale # ALM | AG2R La Mondiale # ALM       | AG2R La Mondiale # ALM |
| ---------------------- | ---------------------------- | ---------------------- |
| Num                    | Coureur                      | Pos                    |
| 1                      | Domenico Pozzovivo (ITA)     | 6e                     |
| 2                      | Davide Appollonio (ITA)*     | 124e                   |
| 3                      | Damien Gaudin (FRA)          | 138e                   |
| 4                      | Patrick Gretsch (GER)        | 125e                   |
| 5                      | Lloyd Mondory (FRA)          | 92e                    |
| 6                      | Matteo Montaguti (ITA)       | 30e                    |
| 7                      | Rinaldo Nocentini (ITA)      | 12e                    |
| 8                      | Jean-Christophe Péraud (FRA) | 4e                     |

| Astana AST | Astana AST                | Astana AST |
| ---------- | ------------------------- | ---------- |
| Num        | Coureur                   | Pos        |
| 11         | Michele Scarponi (ITA)    | 9e         |
| 12         | Janez Brajkovič (SLO)     | 62e        |
| 13         | Andriy Grivko (UKR)       | 33e        |
| 14         | Jacopo Guarnieri (ITA)    | NP-3       |
| 15         | Maxim Iglinskiy (KAZ)     | 77e        |
| 16         | Tanel Kangert (EST) (Clm) | 23e        |
| 17         | Dmitriy Gruzdev (KAZ)     | 155e       |
| 18         | Alexey Lutsenko (KAZ)*    | 85e        |

| Bardiani CSF BAR | Bardiani CSF BAR        | Bardiani CSF BAR |
| ---------------- | ----------------------- | ---------------- |
| Num              | Coureur                 | Pos              |
| 21               | Stefano Pirazzi (ITA)   | 28e              |
| 22               | Nicola Boem (ITA)*      | 145e             |
| 23               | Enrico Battaglin (ITA)* | 79e              |
| 24               | Marco Coledan (ITA)     | 126e             |
| 25               | Marco Canola (ITA)      | 139e             |
| 26               | Sonny Colbrelli (ITA)*  | 94e              |
| 27               | Nicola Ruffoni (ITA)*   | 153e             |
| 28               | Filippo Fortin (ITA)*   | 136e             |

| Belkin BEL | Belkin BEL               | Belkin BEL |
| ---------- | ------------------------ | ---------- |
| Num        | Coureur                  | Pos        |
| 31         | Robert Gesink (NED)      | AB-4       |
| 32         | Marc Goos (NED)*         | 76e        |
| 33         | Tom Leezer (NED)         | 150e       |
| 34         | Bauke Mollema (NED)      | 22e        |
| 35         | Bram Tankink (NED)       | 74e        |
| 36         | Maarten Tjallingii (NED) | 110e       |
| 37         | Sep Vanmarcke (BEL)      | 67e        |
| 38         | Robert Wagner (GER)      | 117e       |

| BMC Racing BMC | BMC Racing BMC            | BMC Racing BMC |
| -------------- | ------------------------- | -------------- |
| Num            | Coureur                   | Pos            |
| 41             | Cadel Evans (AUS)         | AB-7           |
| 42             | Danilo Wyss (SUI)         | 59e            |
| 43             | Philippe Gilbert (BEL)    | 36e            |
| 44             | Ben Hermans (BEL)         | 16e            |
| 45             | Steve Morabito (SUI)      | 37e            |
| 46             | Dominik Nerz (GER)*       | 19e            |
| 47             | Manuel Quinziato (ITA)    | 86e            |
| 48             | Michael Schär (SUI) (Clm) | 39e            |

| Cannondale CAN | Cannondale CAN             | Cannondale CAN |
| -------------- | -------------------------- | -------------- |
| Num            | Coureur                    | Pos            |
| 51             | Ivan Basso (ITA)           | 24e            |
| 52             | Maciej Bodnar (POL) (Clm)  | 89e            |
| 53             | Oscar Gatto (ITA)          | 91e            |
| 54             | Kristjan Koren (SLO)       | 70e            |
| 55             | Paolo Longo Borghini (ITA) | 99e            |
| 56             | Alan Marangoni (ITA)       | 97e            |
| 57             | Moreno Moser (ITA)*        | AB-7           |
| 58             | Peter Sagan (SVK)* (Route) | 29e            |

| FDJ.fr FDJ | FDJ.fr FDJ             | FDJ.fr FDJ |
| ---------- | ---------------------- | ---------- |
| Num        | Coureur                | Pos        |
| 61         | Thibaut Pinot (FRA)*   | AB-4       |
| 62         | William Bonnet (FRA)   | 116e       |
| 63         | David Boucher (FRA)    | 108e       |
| 64         | Mickaël Delage (FRA)   | 103e       |
| 65         | Arnaud Démare (FRA)*   | 109e       |
| 66         | Murilo Fischer (BRA)   | 143e       |
| 67         | Alexandre Geniez (FRA) | 14e        |
| 68         | Yoann Offredo (FRA)    | 98e        |

| Garmin-Sharp GRS | Garmin-Sharp GRS        | Garmin-Sharp GRS |
| ---------------- | ----------------------- | ---------------- |
| Num              | Coureur                 | Pos              |
| 71               | Thomas Dekker (NED)     | 106e             |
| 72               | Jack Bauer (NZL)        | 58e              |
| 73               | Benjamin King (USA)*    | 21e              |
| 74               | Daniel Martin (IRL)     | 55e              |
| 75               | David Millar (GBR)      | 83e              |
| 76               | Nick Nuyens (BEL)       | 112e             |
| 77               | Andrew Talansky (USA)   | 17e              |
| 78               | Johan Vansummeren (BEL) | 48e              |

| IAM | IAM                           | IAM  |
| --- | ----------------------------- | ---- |
| Num | Coureur                       | Pos  |
| 81  | Matthias Brändle (AUT)* (Clm) | 80e  |
| 82  | Martin Elmiger (SUI)          | 93e  |
| 83  | Heinrich Haussler (AUS)       | 73e  |
| 84  | Dominic Klemme (GER)          | 146e |
| 85  | Roger Kluge (GER)             | 88e  |
| 86  | Thomas Lövkvist (SWE)         | AB-6 |
| 87  | Matteo Pelucchi (ITA)*        | 154e |
| 88  | Marcel Wyss (SUI)             | 56e  |

| Lampre-Merida LAM | Lampre-Merida LAM         | Lampre-Merida LAM |
| ----------------- | ------------------------- | ----------------- |
| Num               | Coureur                   | Pos               |
| 91                | Christopher Horner (USA)  | NP-6              |
| 92                | Davide Cimolai (ITA)*     | 128e              |
| 93                | Damiano Cunego (ITA)      | 27e               |
| 94                | Sacha Modolo (ITA)        | 113e              |
| 95                | Manuele Mori (ITA)        | 60e               |
| 96                | Filippo Pozzato (ITA)     | 111e              |
| 97                | Maximiliano Richeze (ARG) | 149e              |
| 98                | Diego Ulissi (ITA)*       | 11e               |

| Lotto-Belisol LTB | Lotto-Belisol LTB           | Lotto-Belisol LTB |
| ----------------- | --------------------------- | ----------------- |
| Num               | Coureur                     | Pos               |
| 101               | André Greipel (GER) (Route) | AB-7              |
| 102               | Bart De Clercq (BEL)        | 49e               |
| 103               | Jens Debusschere (BEL)*     | AB-7              |
| 104               | Adam Hansen (AUS)           | 44e               |
| 105               | Jürgen Roelandts (BEL)      | 81e               |
| 106               | Marcel Sieberg (GER)        | AB-7              |
| 107               | Jurgen Van den Broeck (BEL) | NP-3              |
| 108               | Frederik Willems (BEL)      | 147e              |

| Movistar MOV | Movistar MOV                     | Movistar MOV |
| ------------ | -------------------------------- | ------------ |
| Num          | Coureur                          | Pos          |
| 111          | Nairo Quintana (COL)*            | 2e           |
| 112          | Andrey Amador (CRC)              | 63e          |
| 113          | Igor Antón (ESP)                 | 34e          |
| 114          | Eros Capecchi (ITA)              | 71e          |
| 115          | Jonathan Castroviejo (ESP) (Clm) | 41e          |
| 116          | Alex Dowsett (GBR) (Clm)         | 151e         |
| 117          | Beñat Intxausti (ESP)            | 32e          |
| 118          | Adriano Malori (ITA)             | 84e          |

| MTN-Qhubeka MTN | MTN-Qhubeka MTN                 | MTN-Qhubeka MTN |
| --------------- | ------------------------------- | --------------- |
| Num             | Coureur                         | Pos             |
| 121             | Gerald Ciolek (GER)             | 121e            |
| 122             | Ignatas Konovalovas (LTU) (Clm) | 135e            |
| 123             | Sergio Pardilla (ESP)           | AB-3            |
| 124             | Kristian Sbaragli (ITA)*        | 90e             |
| 125             | Andreas Stauff (GER)            | 156e            |
| 126             | Jay Robert Thomson (RSA)        | 141e            |
| 127             | Daniel Teklehaimanot (ERI)      | 105e            |
| 128             | Jacobus Venter (RSA)            | 101e            |

| Omega Pharma-Quick Step OPQ | Omega Pharma-Quick Step OPQ       | Omega Pharma-Quick Step OPQ |
| --------------------------- | --------------------------------- | --------------------------- |
| Num                         | Coureur                           | Pos                         |
| 131                         | Rigoberto Urán (COL)              | 31e                         |
| 132                         | Mark Cavendish (GBR) (Route)      | 127e                        |
| 133                         | Michał Kwiatkowski (POL)* (Route) | 18e                         |
| 134                         | Tony Martin (GER) (Clm) (Clm)     | 75e                         |
| 135                         | Alessandro Petacchi (ITA)         | 130e                        |
| 136                         | Wout Poels (NED)                  | 38e                         |
| 137                         | Mark Renshaw (AUS)                | 129e                        |
| 138                         | Matteo Trentin (ITA)*             | 134e                        |

| Orica-GreenEDGE OGE | Orica-GreenEDGE OGE            | Orica-GreenEDGE OGE |
| ------------------- | ------------------------------ | ------------------- |
| Num                 | Coureur                        | Pos                 |
| 141                 | Ivan Santaromita (ITA) (Route) | 20e                 |
| 142                 | Luke Durbridge (AUS)*          | 64e                 |
| 143                 | Michael Hepburn (AUS)* (Clm)   | 144e                |
| 144                 | Simon Clarke (AUS)             | 52e                 |
| 145                 | Cameron Meyer (AUS)            | 78e                 |
| 146                 | Jens Mouris (NED)              | NP-6                |
| 147                 | Svein Tuft (CAN)               | AB-6                |
| 148                 | Daryl Impey (RSA) (Clm)        | 54e                 |

| Europcar EUC | Europcar EUC                  | Europcar EUC |
| ------------ | ----------------------------- | ------------ |
| Num          | Coureur                       | Pos          |
| 151          | Pierre Rolland (FRA)          | 26e          |
| 152          | Yukiya Arashiro (JPN) (Route) | 119e         |
| 153          | Tony Hurel (FRA)              | 120e         |
| 154          | Vincent Jérôme (FRA)          | 122e         |
| 155          | Davide Malacarne (ITA)        | AB-5         |
| 156          | Alexandre Pichot (FRA)        | 100e         |
| 157          | Romain Sicard (FRA)           | 42e          |
| 158          | Björn Thurau (GER)            | 87e          |

| Giant-Shimano GIA | Giant-Shimano GIA        | Giant-Shimano GIA |
| ----------------- | ------------------------ | ----------------- |
| Num               | Coureur                  | Pos               |
| 161               | Marcel Kittel (GER)      | 148e              |
| 162               | Nikias Arndt (GER)*      | 123e              |
| 163               | Roy Curvers (NED)        | 142e              |
| 164               | Tom Dumoulin (NED)*      | 102e              |
| 165               | Simon Geschke (GER)      | 35e               |
| 166               | Tobias Ludvigsson (SWE)* | 25e               |
| 167               | Tom Stamsnijder (NED)    | 152e              |
| 168               | Tom Veelers (NED)        | 140e              |

| Katusha KAT | Katusha KAT             | Katusha KAT |
| ----------- | ----------------------- | ----------- |
| Num         | Coureur                 | Pos         |
| 171         | Maxim Belkov (RUS)      | 96e         |
| 172         | Giampaolo Caruso (ITA)  | 13e         |
| 173         | Vladimir Gusev (RUS)    | 82e         |
| 174         | Alexandr Kolobnev (RUS) | 61e         |
| 175         | Dmitry Kozontchuk (RUS) | 115e        |
| 176         | Daniel Moreno (ESP)     | 8e          |
| 177         | Luca Paolini (ITA)      | 69e         |
| 178         | Ángel Vicioso (ESP)     | 50e         |

| NetApp-Endura TNE | NetApp-Endura TNE       | NetApp-Endura TNE |
| ----------------- | ----------------------- | ----------------- |
| Num               | Coureur                 | Pos               |
| 181               | Cesare Benedetti (ITA)  | 131e              |
| 182               | Sam Bennett (IRL)*      | 137e              |
| 183               | Iker Camaño (ESP)       | 45e               |
| 184               | David de la Cruz (ESP)* | 72e               |
| 185               | Zakkari Dempster (AUS)  | 133e              |
| 186               | Bartosz Huzarski (POL)  | 15e               |
| 187               | Tiago Machado (POR)     | 47e               |
| 188               | Paul Voss (GER)         | AB-7              |

| Sky SKY | Sky SKY                         | Sky SKY |
| ------- | ------------------------------- | ------- |
| Num     | Coureur                         | Pos     |
| 191     | Richie Porte (AUS)              | NP-5    |
| 192     | Dario Cataldo (ITA)             | AB-3    |
| 193     | Bernhard Eisel (AUT)            | 132e    |
| 194     | Peter Kennaugh (GBR)*           | 107e    |
| 195     | Mikel Nieve (ESP)               | 10e     |
| 196     | Kanstantsin Siutsou (BLR) (Clm) | 43e     |
| 197     | Ian Stannard (GBR)              | AB-7    |
| 198     | Bradley Wiggins (GBR)           | 53e     |

| Tinkoff-Saxo TCS | Tinkoff-Saxo TCS             | Tinkoff-Saxo TCS |
| ---------------- | ---------------------------- | ---------------- |
| Num              | Coureur                      | Pos              |
| 201              | Alberto Contador (ESP)       | 1er              |
| 202              | Daniele Bennati (ITA)        | 118e             |
| 203              | Manuele Boaro (ITA)          | 114e             |
| 204              | Roman Kreuziger (CZE)        | 3e               |
| 205              | Sérgio Paulinho (POR)        | 68e              |
| 206              | Michael Mørkøv (DEN) (Route) | 104e             |
| 207              | Nicolas Roche (IRL)          | 40e              |
| 208              | Matteo Tosatto (ITA)         | 95e              |

| Trek Factory Racing TFR | Trek Factory Racing TFR          | Trek Factory Racing TFR |
| ----------------------- | -------------------------------- | ----------------------- |
| Num                     | Coureur                          | Pos                     |
| 211                     | Fabian Cancellara (SUI) (Clm)    | 51e                     |
| 212                     | Julián Arredondo (COL)           | 5e                      |
| 213                     | Stijn Devolder (BEL) (Route)     | 46e                     |
| 214                     | Markel Irizar (ESP)              | 57e                     |
| 215                     | Robert Kišerlovski (CRO) (Route) | 7e                      |
| 216                     | Yaroslav Popovych (UKR)          | 65e                     |
| 217                     | Hayden Roulston (NZL) (Route)    | 66e                     |
| 218                     | Jesse Sergent (NZL)              | NP-6                    |